# Distretto di Camporredondo
Il distretto di Camporredondo è un distretto del Perù nella provincia di Luya (regione di Amazonas) con 6.076 abitanti al censimento 2007 dei quali 3.843 urbani e 2.233 rurali.
È stato istituito il 3 novembre 1933.

## Località
Il distretto è formato dall'insieme delle seguenti località:
- Camporredondo
- Cococho
- Cococho Rura
- Chirapishpa
- El Rejo
- San Juan
- Lago - Rojo
- El Palto
- Cóndor Puñuna
- Potrero
- Las Aguas
- Limones I
- San José del Rejo
- Pillías
- La Colpita
- Progreso
- Vicush
- Manya
- El Paraíso
- Jaipe
- Galeras
- Túpac Amaru
- La Libertad
- Anguche
- Comia
- Apanguray
- Ocsho
- San Francisco
- Puquio
- Playa Grande
- Pacaycolpa
- Cedro
- Corazón
- Las Palmas
- Guadalupe